# Ochraethes z-littera
Ochraethes z-littera es una especie de escarabajo longicornio del género Ochraethes, tribu Clytini, subfamilia Cerambycinae. Fue descrita científicamente por Chevrolat en 1860.

## Descripción
Mide 11,5-14,5 milímetros de longitud.

## Distribución
Se distribuye por Guatemala y México.